# Game Over
A Game Over a Nevergreen gothic-doom metal együttes első nagylemeze. A Polygram Records gondozásában jelent meg 1994-ben. 2011-ben a Hammer Music újra kiadta az Imperium Box első lemezeként 6 bónusz számmal. 2015-ben a Game Over felkerült a legnagyobb hatású magyar metal-albumok listájára.

## Számlista
| Game Over 1994 Polygram | Game Over 1994 Polygram | Game Over 1994 Polygram | Game Over 1994 Polygram | Game Over 1994 Polygram | Game Over 1994 Polygram | Game Over 1994 Polygram | Game Over 1994 Polygram | Game Over 1994 Polygram | Game Over 1994 Polygram |
|                         | Cím                     | Hossz                   |                         |                         |                         |                         |                         |                         |                         |
| ----------------------- | ----------------------- | ----------------------- | ----------------------- | ----------------------- | ----------------------- | ----------------------- | ----------------------- | ----------------------- | ----------------------- |
| 1.                      | Új Sötét Kor            | 1:09                    |                         |                         |                         |                         |                         |                         |                         |
| 2.                      | Ámok                    | 3:39                    |                         |                         |                         |                         |                         |                         |                         |
| 3.                      | Memento Amore           | 3:39                    |                         |                         |                         |                         |                         |                         |                         |
| 4.                      | A Félelem               | 5:49                    |                         |                         |                         |                         |                         |                         |                         |
| 5.                      | Kicsi A Mennyország     | 4:38                    |                         |                         |                         |                         |                         |                         |                         |
| 6.                      | Erős, Mint A Halál      | 5:05                    |                         |                         |                         |                         |                         |                         |                         |
| 7.                      | Sötét Szív              | 5:11                    |                         |                         |                         |                         |                         |                         |                         |
| 8.                      | A Szerelmed Vágya Vér   | 4:34                    |                         |                         |                         |                         |                         |                         |                         |
| 9.                      | Pogány Ima              | 5:33                    |                         |                         |                         |                         |                         |                         |                         |
| 10.                     | Húszezer Év Hiába       | 3:56                    |                         |                         |                         |                         |                         |                         |                         |
| 11.                     | Anyánk Az Éj            | 6:05                    |                         |                         |                         |                         |                         |                         |                         |
| 49:18                   |                         |                         |                         |                         |                         |                         |                         |                         |                         |

| 2011-es Imperium box első cdje (HR) | 2011-es Imperium box első cdje (HR)             | 2011-es Imperium box első cdje (HR) | 2011-es Imperium box első cdje (HR) | 2011-es Imperium box első cdje (HR) | 2011-es Imperium box első cdje (HR) | 2011-es Imperium box első cdje (HR) | 2011-es Imperium box első cdje (HR) | 2011-es Imperium box első cdje (HR) | 2011-es Imperium box első cdje (HR) |
|                                     | Cím                                             | Hossz                               |                                     |                                     |                                     |                                     |                                     |                                     |                                     |
| ----------------------------------- | ----------------------------------------------- | ----------------------------------- | ----------------------------------- | ----------------------------------- | ----------------------------------- | ----------------------------------- | ----------------------------------- | ----------------------------------- | ----------------------------------- |
| 1.                                  | Új Sötét Kor                                    | 1:09                                |                                     |                                     |                                     |                                     |                                     |                                     |                                     |
| 2.                                  | Ámok                                            | 3:39                                |                                     |                                     |                                     |                                     |                                     |                                     |                                     |
| 3.                                  | Memento Amore                                   | 3:39                                |                                     |                                     |                                     |                                     |                                     |                                     |                                     |
| 4.                                  | A Félelem                                       | 5:49                                |                                     |                                     |                                     |                                     |                                     |                                     |                                     |
| 5.                                  | Kicsi A Mennyország                             | 4:38                                |                                     |                                     |                                     |                                     |                                     |                                     |                                     |
| 6.                                  | Erős, Mint A Halál                              | 5:05                                |                                     |                                     |                                     |                                     |                                     |                                     |                                     |
| 7.                                  | Sötét Szív                                      | 5:11                                |                                     |                                     |                                     |                                     |                                     |                                     |                                     |
| 8.                                  | A Szerelmed Vágya Vér                           | 4:34                                |                                     |                                     |                                     |                                     |                                     |                                     |                                     |
| 9.                                  | Pogány Ima                                      | 5:33                                |                                     |                                     |                                     |                                     |                                     |                                     |                                     |
| 10.                                 | Húszezer Év Hiába                               | 3:56                                |                                     |                                     |                                     |                                     |                                     |                                     |                                     |
| 11.                                 | Anyánk Az Éj                                    | 6:05                                |                                     |                                     |                                     |                                     |                                     |                                     |                                     |
| 12.                                 | Ámok (english version)                          | 5:16                                |                                     |                                     |                                     |                                     |                                     |                                     |                                     |
| 13.                                 | Hunger for Blood (A Szerelmed Vágya Vér)        | 4:41                                |                                     |                                     |                                     |                                     |                                     |                                     |                                     |
| 14.                                 | Ámok                                            | 4:55                                |                                     |                                     |                                     |                                     |                                     |                                     |                                     |
| 15.                                 | Sötét Szív                                      | 3:59                                |                                     |                                     |                                     |                                     |                                     |                                     |                                     |
| 16.                                 | Aragon                                          | 3:52                                |                                     |                                     |                                     |                                     |                                     |                                     |                                     |
| 17.                                 | Kreaton Project - Machbeth: Gyilkosok Éjszakája | 2:14                                |                                     |                                     |                                     |                                     |                                     |                                     |                                     |
| 1:14:15                             |                                                 |                                     |                                     |                                     |                                     |                                     |                                     |                                     |                                     |

## Közreműködők
- Bob Macura – ének, basszusgitár
- Matláry Miklós – billentyűk
- Dula Sándor – gitár
- Sipos Balázs – dob